# Apalocnemis cingulata
Apalocnemis cingulata är en tvåvingeart som beskrevs av Mario Bezzi 1909. Apalocnemis cingulata ingår i släktet Apalocnemis och familjen Brachystomatidae. Inga underarter finns listade i Catalogue of Life.